# Le Port de la trahison
Le Port de la trahison (titre original : Treason's Harbour) est un roman historique de Patrick O'Brian paru en 1983, dont l'histoire se déroule durant les guerres napoléoniennes. C'est le neuvième volet de la série Aubrey-Maturin rédigée par cet auteur.

## Résumé
La Valette - port de Malte constituent un bastion britannique en Méditerranée - est le port de toutes les trahisons, les vraies et les fausses. Pour ce qui est des vraies : chaque fois que Jack Aubrey appareille pour une mission délicate, que ce soit en Mer Rouge, en Adriatique ou vers le Mystérieux port barbaresque de Zambra, les Français se tiennent en embuscade. Il y a forcément un traître en embuscade. Quant aux fausses trahisons : quelles sont les véritables liens qui se sont tissés entre le Docteur Maturin et la sublime Laura Fielding ? 